# Ковач, Ласло (футболист)
Ла́сло Ко́вач (венг. Kovács László; 24 апреля 1951, Татабанья — 30 июня 2017, Дьёр) — венгерский футболист и футбольный тренер, играл на позиции вратаря.

## Биография

### Игровая карьера
Ковач был воспитанником клуба «Татабанья», но в основной команде не играл.
После службы в армии присоединился к клубу «Гонвед Ракоци», в которой стал основным вратарём. Ковач был приглашён в «Видеотон», в которой отыграл девять сезонов, сыграв 208 матчей в чемпионате Венгрии.
В 1981 году перешёл в «Дьёр», в составе которого выиграл два чемпионских титула. Покинув «Дьёр», в последующие сезоны играл за клубы «Бекешчаба», «Шиофок», «Дьёр», а завершил карьеру в австрийском «Форхтенштайне», в котором завершил карьеру в возрасте 38 лет.

### Карьера в сборной
В составе молодёжной сборной играл на молодёжном чемпионате Европы 1974 года, на котором завоевал золотые медали.
Был в заявке сборной на чемпионат мира 1978 года, но на турнире был одним из трёх вратарей, но не сыграл ни одного матча.

### Тренерская карьера
Был главным тренером клуба «Татабанья», а также работал на тренерских должностях в клубе «Ломбард».

### Смерть
Скончался 30 июня 2017 года в Дьёре на 67-м году жизни после продолжительной болезни.

## Достижения
«Дьёр»
- Чемпион Венгрии (2) : 1981/82, 1982/83

 Венгрия (до 21 года)
- Чемпион Европы по футболу среди молодёжных команд (1) : 1974